# Zanzibar (wyspa)
Zanzibar (znany także jako Unguja) – wyspa na Oceanie Indyjskim. Jest największą wyspą Archipelagu Zanzibar. Należy w całości do Tanzanii i wchodzi w skład jej autonomicznej części, Zanzibaru. Powierzchnia wyspy wynosi 1658 km², co czyni ją największą wyspą tanzańską. Największym miastem na wyspie jest Zanzibar.

## Historia
Pierwszymi mieszkańcami wyspy byli Afrykanie z kontynentu. W wiekach VIII – X obszar uległ kolonizacji Arabów i Persów. Od X wieku Zanzibar podlegał silnym wpływom kontynentalnej kultury Suahili. W tym czasie należał do sułtanatu obejmującego oprócz Zanzibaru obszar wyspy Pemba. Na początku XVI wieku wyspę opanowała Portugalia. Rządy portugalskie na wyspie trwały do XVII – XVIII wieku, kiedy to Portugalczycy zostali wyparci przez sułtanów Omanu. Wyspa rozkwitła w pierwszej połowie XIX wieku pod rządami sułtana Sayida Saida. Pod jego rządami Zanzibar stał się centrum imperium Omanu (w 1840 roku przeniesiono doń stolicę). Od początku XIX wieku wprowadzono uprawy plantacyjne. W 1856 roku Zanzibar wraz z Pembą i posiadłościami afrykańskimi oderwał się od Omanu. W kolejnych latach utworzono Sułtanat Zanzibaru. W XIX wieku osiedlili się hinduscy bankierzy i kupcy (zmonopolizowali handel) oraz kupcy europejscy.
Od połowy XIX wieku o wpływy na wyspie walczyli Brytyjczycy, Niemcy i Francuzi. W latach 1886–1890 mocarstwa te podzieliły między siebie lądowe posiadłości sułtanatu. W 1890 Zanzibar i Pemba objęty został brytyjskim protektoratem. Próba zamachu stanu (rozbita przez siły brytyjskie) stała się pretekstem do likwidacji niewolnictwa na wyspie (zakazano go w 1911 roku). W 1926 władze kolonialne utworzyły radę ustawodawczą i wykonawczą. W ich skład weszli przedstawiciele ludności arabskiej, hinduskiej oraz afrykańskiej.
10 grudnia 1963 Zanzibar wraz z inną wyspą Pembą uzyskał niepodległość jako sułtanat, w którym władzę sprawował Dżamszid ibn Abd Allah. Zanzibar liczył wówczas około 230 tysięcy Afrykanów, których część deklarowała pochodzenie perskie i określała się jako Szirazowie. Na wyspie występowały też mniejszości – 50 tysięcy Arabów i 20 tysięcy osób pochodzenia południowoazjatyckiego. Arabowie i Azjaci zdominowali gospodarkę i politykę państwa. Najważniejsze partie polityczne zostały zorganizowane według kryteriów etnicznych. Arabowie założyli Nacjonalistyczną Partię Zanzibaru (ZNP) a Afrykanie Partię Afroszyrazyjską. Ponadto działała Ludowa Partia Zanzibaru i Pemby. W wyborach do parlamentu w 1961 roku dwie największe partie uzyskały równe poparcie, zyskując po 11 miejsc w parlamencie. Wybory zostały powtórzone w 1963 roku w związku z uzyskaniem niepodległości. Choć partia rdzennych mieszkańców Afryki zyskała 54% głosów na skutek ordynacji wyborczej większość zachowali Arabowie, którzy przystąpili do wzmacniania swojej pozycji. Gdy niezadowoleni socjalistyczni działacze wywodzący się z Partii Nacjonalistycznej założyli w tym samym roku odrębną partię Umma, rząd nacjonalistów arabskich, obawiając się utraty władzy, zdelegalizował partię i wyrzucił z pracy wszystkich policjantów pochodzenia afrykańskiego. Policja została zastąpiona oddziałami paramilitarnymi. Rząd poprosił też wojska brytyjskie o pozostanie na wyspie, jednak Wielka Brytania odmówiła, obawiając się wybuchu wzmożonej aktywności komunistycznej na wyspie. Część Brytyjczyków dalej działała w arabskiej administracji rządowej.
12 stycznia 1964 wybuchła rewolucja, w wyniku której obalono sułtana. Powstańcy wywodzili się głównie spośród rdzennych mieszkańców Afryki, w tym ze zwolnionych z pracy policjantów. Sułtan i jego rząd uciekli z wyspy. Rewolucjoniści liczyli od 600 do 800 bojowników. Rewolucyjny rząd tymczasowy utworzyła afroszyrazyjska i arabska Umma. Kraj przemianowano na Ludową Republikę Zanzibaru i Pemby. 
Czarnoskórzy Afrykanie rozpoczęli walki z Arabami, w wyniku których zginąć mogło od dwóch do czterech tysięcy osób, a wielu Arabów wyjechało do Omanu. Sytuacja ustabilizowała się do 4 lutego, a nowy rząd z Johnem Okello na czele uzyskał powszechną aprobatę ludności. Nowy rząd został przyjęty z niechęcią przez Brytyjczyków i Zachód, z kolei kraje takie jak Kuba czy Chiny udzieliły wsparcia nowym władzom i wysłały pomoc. 11 marca w wyniku rozgrywek na szczytach władzy Okello został pozbawiony władzy i wyjechał z kraju. W kwietniu rząd utworzył Armię Ludowo-Wyzwoleńczą i przeprowadził rozbrojenie milicji. 26 kwietnia 1964 roku Zanzibar utworzył wraz z Tanganiką nowe państwo – Zjednoczoną Republikę Tanzanii. Zjednoczenie to miało na celu między innymi niedopuszczenie do możliwego komunistycznego przewrotu oraz osłabienia wpływów radykalnie lewicowej partii Umma, której program nie odpowiadał dominującym w rządzie umiarkowanym socjalistom. Pomimo ograniczenia wpływów Ummy część jej postulatów w zakresie zdrowia, edukacji i pomocy społecznej została przyjęta przez rząd.

## Gospodarka
Na wyspie istnieją liczne plantacje goździkowca i palmy kokosowej, które są głównymi towarami eksportowanymi z wyspy. Ponadto z Zanzibaru eksportuje się przyprawy, wodorosty i rafię. Dobrze rozwinięte jest rybołówstwo. Ważną rolę w gospodarce odgrywa turystyka.
Zwyczajowo na Zanzibarze stosuje się pewną formę lokalnego, nieoficjalnego czasu słonecznego. Według tego czasu doba rozpoczyna się codziennie o godzinie 6:00 rano (wschód słońca), a więc jest przesunięta względem czasu oficjalnego o 6 godzin.